# 鄒善
鄒善（1521年—1600年），字繼甫，號穎泉，江西吉安府安福縣人，明朝政治人物，進士出身。

## 生平
嘉靖三十四年（1555年）乙卯科江西鄉試第六十五名舉人，三十五年（1556年）丙辰科會試一百四十七名，第二甲第四十名進士。刑部觀政，授刑部主事，三十九年升員外郎，四十年升郎中，四十五年復除原職，十月升山東提學副使，歷升按察使，萬曆二年正月升廣東右布政使，五年因病辞归。十七年十一月被薦起用，任四川右布政使，十九年正月乞休，准升太常寺卿致仕。萬曆二十八年卒，享年八十。著作有《诸儒粹语》等。

## 家族
曾祖鄒思傑，封評事、祖父鄒賢，按察司僉事贈奉政大夫；父鄒守益，南京國子監祭酒贈禮部右侍郎。母王氏（封宜人、贈淑人）；繼母李氏，封淑人。兄鄒義（舉人）、鄒美（舉人），弟鄒養、鄒蓋。子鄒德涵、鄒德溥，均進士。

## 延伸阅读
[在维基数据编辑]
 《明史卷二百八十三》，出自《明史》